# Cicada (genre)
Pour les articles homonymes, voir Cicada.
Genre
Cicada est un genre d'insectes hémiptères de la famille des Cicadidae (cigales) et de la sous-famille des Cicadinae.

## Classification
Le genre Cicada est décrit en 1758 par le naturaliste suédois Linnaeus (1707-1778),.

## Liste d'espèces
Selon BioLib (13 février 2022) :
- Cicada albida Gmelin, 1789
- Cicada barbara (Stål, 1866)
- Cicada confusa Metcalf, 1963
- Cicada cretensis Quartau & Simões, 2005
- Cicada egregia Uhler, 1903
- Cicada kirkaldyi Metcalf, 1963
- Cicada melanoptera Gmelin, 1789
- Cicada mordoganensis Boulard, 1979
- Cicada nigropunctata Goeze, 1778
- Cicada orni Linnaeus, 1758
- Cicada pennata (Distant, 1881)
- Cicada purpurescens Metcalf, 1963
- Cicada turtoni Metcalf, 1963

### Publication originale
- [1758] (la) Carl von Linné et Lars Salvius, Systema Naturæ : Per Regna Tria Naturæ, Secundum Classes, Ordines, Genera, Species, Cum Characteribus, Differentiis, Synonymis, Locis, Stockholm, Impensis direct. Laurentii Salvii, 1785, 10e éd. (OCLC 220618172, DOI 10.5962/BHL.TITLE.542). .